# Casos especials del problema d'Apol·loni
En geometria plana euclidiana, el problema d'Apol·loni consisteix a construir les circumferències tangents a tres punts donats. Els casos especials del problema d'Apol·loni són aquells en què almenys una de les circumferències donades és un punt o una recta, és a dir, és una circumferència de radi zero o infinit. Existeixen nou tipus de casos especials extrems del problema d'Apol·loni, que consisteixen a construir les circumferències tangents a:
1. tres punts (indicat PPP, generalment 1 solució)
2. tres rectes (indicat RRR, generalment 4 solucions)
3. una recta i dos punts (indicat RPP, generalment 2 solucions)
4. dues rectes i un punt (indicat RRP, generalment 2 solucions)
5. una circumferència i dos punts (indicat CPP, generalment 2 solucions)
6. una circumferència, una recta, i un punt (indicat CRP, generalment 4 solucions)
7. dues circumferències i un punt (indicat CCP, generalment 4 solucions)
8. una circumferència i dues rectes (indicat CRR, generalment 8 solucions)
9. dues circumferències i una recta (indicat CCR, generalment 8 solucions)

En altres tipus diferents de casos especials, els tres elements geomètrics donats poden tenir una disposició especial, com ara dues rectes paral·leles i una circumferència donades.

## Introducció històrica
Com moltes branques de les matemàtiques, la geometria euclidiana busca les demostracions de veritats generals a partir d'uns pocs postulats. Per exemple, es pot demostrar que com a mínim dos dels angles d'un triangle isòsceles són iguals. Una mena de demostracions comunes a la geometria euclidiana són les que determinen si un objecte geomètric es pot construir amb un compàs i un regle sense marques; un objecte es pot construir d'aquesta manera si i només si es pot mesurar utilitzant com a màxim l'extracció d'arrels quadrades. Per tant, és important determinar si un objecte es pot construir amb regle i compàs i, si es pot, com es construeix.
Euclides creà nombroses construccions utilitzant regle i compàs. En són exemples polígons regulars com el pentàgon i l'hexàgon, una recta paral·lela a una altra passant per un punt donat, etc. Molts dels rosetons a les catedrals gòtiques, així com els nusos decoratius celtics, es poden dissenyar amb només construccions euclidianes. Ara bé, algunes construccions geomètriques no es poden crear amb aquestes eines, com ara l'heptàgon i la trisecció de l'angle.
Apol·loni desenvolupà les construccions que consisteixen a trobar les circumferències tangents a tres elements geomètrics simultàniament, on els "elements" poden ser un punt, una recta o una circumferència.

## Regles de les construccions euclidianes
En les construccions euclidianes, només es permeten cinc operacions bàsiques:
1. dibuixar una recta que passi per dos punts donats
2. dibuixar una circumferència amb un centre donat que passi per un punt donat
3. trobar el punt d'intersecció de dues rectes donades
4. trobar els punts d'intersecció de dues circumferències donades
5. trobar els punts d'intersecció d'una recta i una circumferència donades

Els elements inicials en una construcció geomètrica s'anomenen elements "donats", com ara un punt donat, una recta donada o una circumferència donada.

### Exemple 1: mediatriu
A vegades, es necessita construir la recta perpendicular a segment equidistant dels seus dos extrems. Per fer-ho, es dibuixen dues circumferències, cadascuna centrada a un dels extrems i que passi per l'altre extrem (operació #2). Els punts dintersecció d'aquestes dues circumferències es poden trobar (operació #4), i tots dos són equidistants dels extrems. La recta que passa per aquests dos punts (operació #1) és la mediatriu del segment, el lloc geomètric de punts equidistants als dos extrems.

### Exemple 2: bisectriu
Una altra construcció bàsica és la recta que bisecta l'angle format per dues semirectes donades. Es comença dibuixant una circumferència de radi arbitrari centrada al punt d'intersecció P de les dues semirectes donades (operació #2). Els punts d'intersecció T1 i T2 d'aquesta circumferència amb les dues semirectes es poden trobar (operació #5). Dues circumferències del mateix radi, centrades a T1 i T2, s'intersequen en dos punts, P i Q. La recta que passa per P i Q (operació #1) és la bisectriu. Les semirectes tenen només una bisectriu, però les rectes en tenen dues, que són perpendiculars.

## Resultats preliminars
Hi ha resultats bàsics que són útils per resoldre diversos casos especials del problema d'Apol·loni. És útil tenir en compte que una recta i un punt poden ser considerats circumferències de radi infinitament gran i infinitament petit, respectivament. Una circumferència és tangent a un punt si passa per aquest punt, i tangent a una recta si només tenen un únic punt P comú. Altres resultats preliminars són:
- Circumferències tangents a dos punts donats

Els seus centres han de pertànyer a la mediatriu del segment que uneix els dos punts.
- Circumferències tangents a dues rectes donades

Els seus centres han de pertànyer a la bisectriu de les rectes.
- Recta tangent a una circumferència passant per un punt donat

Es dibuixa una semicircumferència centrada al punt mitjà entre el centre de la circumferència i el punt donat. La recta tangent ha de passar pel punt donat i pel punt d'intersecció entre la semicircumferència dibuixada i la circumferència donada. Existeixen dues solucions, una per cada semicircumferència.
- Potència d'un punt i mitjana harmònica

Vegeu Potència d'un punt respecte a una circumferència i mitjana harmònica.
- Eix radical de dues circumferències

Conjunt de punts amb tangents a dues circumferències d'igual longitud, o de forma més general, amb la mateixa potència.
- Inversió respecte a la circumferència

Les circumferències es poden transformar en rectes o en circumferències.
- Canvi de mida de dues circumferències mentre se'n manté la tangència

Si dues circumferències són tangents internament, ho segueixen sent si es fa variar la mida dels seus radis en la mateixa quantitat. Al contrari, si dues circumferències són tangents externament, ho segueixen sent si es fa variar la mida dels seus radis en la mateixa quantitat però en sentit oposat, incrementant-ne un i fent disminuir l'altre.

## Tipus de solucions

### Tipus 1: tres punts (PPP, generalment una solució)
Com es mostra més amunt, si una circumferència passa per dos punts donats P1 i P₂, el seu centre ha de pertànyer a la mediatriu del segment format per aquests dos punts. Per tant, si la circumferència resolutòria passa per tres punts donats P1, P₂ i P₃, el seu centre ha de pertànyer a les mediatrius de {\displaystyle {\overline {\mathbf {P} _{1}\mathbf {P} _{2}}}}, {\displaystyle {\overline {\mathbf {P} _{1}\mathbf {P} _{3}}}} i {\displaystyle {\overline {\mathbf {P} _{2}\mathbf {P} _{3}}}}. Com a mínim, dues d'aquestes mediatrius s'han d'intersecar, i el seu punt d'intersecció és el centre de la circumferència resolutòria. El radi de la circumferència resolutòria és la distància entre aquest centre i qualsevol dels tres punts donats.

### Tipus 2: tres rectes (RRR, generalment quatre solucions)
Com es mostra més amunt, si una circumferència és tangent a dues rectes donades, el seu centre ha d'estar situat a una de les dues bisectrius dels angles que formen. Per tant, si una circumferència és tangent a tres rectes donades R1, R₂, i R₃, el seu centre C ha d'estar situat a un dels punts d'intersecció entre les bisectrius dels angles formats per les tres rectes. En general, existeixen quatre punts d'intersecció entre les bisectrius, així que existeixen quatre solucions pel cas RRR del problema d'Apol·loni. El radi de cada solució es pot determinar trobant un punt de tangència T, la qual cosa es pot fer de la següent manera. Tria un dels tres punts d'intersecció P entre les rectes donades; dibuixa una circumferència centrada al punt mitjà de C i P de diàmetre igual a la distància entre C i P. Els punts d'intersecció d'aquesta circumferència amb les rectes secants donades són els dos punts de tangència.

### Tipus 3: un punt i dues rectes (PRR, generalment dues solucions)
Com es mostra més amunt, si una circumferència és tangent a dues rectes donades, el seu centre ha d'estar situat a una de les bisectrius de l'angle que formen. Per simetria, si aquesta circumferència passa per un punt donat P, també ha de passar per un punt Q que és la "imatge especular" de P respecte a la bisectriu. Les dues circumferències resolutòries passaran pels dos punts P i Q, i el seu eix radical és la recta que uneix els dos punts. Sigui G el punt en el qual l'eix radical interseca una de les dues rectes donades. Com que tots els punts de l'eix radical tenen la mateixa potència respecte a les dues circumferències, les distàncies {\displaystyle {\overline {\mathbf {GT} _{1}}}} i {\displaystyle {\overline {\mathbf {GT} _{2}}}} als punts de tangència resolutoris T1 i T₂ són iguals entre elles i al producte
{\displaystyle {\overline {\mathbf {GP} }}\cdot {\overline {\mathbf {GQ} }}={\overline {\mathbf {GT} _{1}}}\cdot {\overline {\mathbf {GT} _{1}}}={\overline {\mathbf {GT} _{2}}}\cdot {\overline {\mathbf {GT} _{2}}}}
Així, les dues distàncies {\displaystyle {\overline {\mathbf {GT} _{1-2}}}} són iguals a la mitjana geomètrica de {\displaystyle {\overline {\mathbf {GP} }}} i {\displaystyle {\overline {\mathbf {GQ} }}}. A partir de G i aquesta distància, es poden trobar els punts de tangència T1 i T₂. Aleshores, les dues circumferències resolutòries són les circumferències que passen pels tres punts (P, Q, T1) i (P, Q, T₂), respectivament.

### Tipus 4: dos punts i una recta (PPR, generalment dues solucions)
Es pot traçar una recta l que passi pels punts donats P i Q. Si la recta és paral·lela a la recta donada R, el punt de tangència T de la circumferència resolutòria amb R està situat al punt d'intersecció de la mediatriu de {\displaystyle {\overline {PQ}}} amb R. En aquest cas, l'única circumferència resolutòria és la circumferència que passa pels tres punts P, Q i T.
Si la recta l no és paral·lela a la recta donada R, llavors interseca R a un punt G. Pel teorema de la potència d'un punt, la distància entre G al punt de tangència T ha de ser igual a lae mitjana geomètrica
{\displaystyle {\overline {\mathbf {GT} }}\cdot {\overline {\mathbf {GT} }}={\overline {\mathbf {GP} }}\cdot {\overline {\mathbf {GQ} }}}
Dos punts de la recta donada R se situen a una distància {\displaystyle {\overline {\mathbf {GT} }}} del punt G, i se'ls pot anomenar T1 i T₂. Les dues circumferències resolutòries són les que passen pels tres punts (P, Q, T1) i (P, Q, T₂), respectivament.

### Tipus 5: una circumferència i dos punts (CPP, generalment dues solucions)
Es dibuixa una circumferència centrada en un dels punts donats P que passi per l'altre punt, Q. Com que la circumferència resolutòria ha de passar per P, una inversió respecta aquesta circumferència transforma la circumferència resolutòria en una recta λ. La mateixa inversió transforma Q en si mateix, i (en general) la circumferència C donada en una altra circumferència c. Així, el problema es transforma i consisteix a trobar una recta resolutòria que passi per Q i tangent a c, que s'ha resolt més amunt; existeixen dues rectes resolutòries. Les circumferències resolutòries del problema original es troben desfent la inversió.

### Tipus 6: una circumferència, una recta i un punt (CRP, generalment quatre solucions)
La resolució d'aquest cas especial és semblant a la del cas CPP del problema d'Apol·loni. Es dibuixa una circumferència centrada en el punt donat P; com que la circumferència resolutòria ha de passar per P, una inversió respecte a aquesta circumferència transforma la circumferència resolutòria en una recta λ. En general, la mateixa inversió transforma la recta donada R i la circumferència donada C en dues noves circumferències, c1 i c₂. Així, el problema es transforma i consisteix a trobar una recta resolutòria tangent a les dues circumferències invertides, que s'ha resolt més amunt. Existeixen quatre rectes resolutòries, i les quatre circumferències resolutòries del problema original es troben desfent la inversió.

### Tipus 7: dues circumferències i un punt (CCP, generalment quatre solucions)
La resolució d'aquest cas especial és també semblant a la del cas CPP del problema d'Apol·loni. Es dibuixa una circumferència centrada en el punt donat P; com que la circumferència resolutòria ha de passar per P, una inversió respecte a aquesta circumferència transforma la circumferència resolutòria en una recta λ. En general, la mateixa inversió transforma les circumferències donades C1 i C₂ en dues noves circumferències, c1 i c₂. Així, el problema es transforma i consisteix a trobar una recta resolutòria tangent a les dues circumferències invertides, que s'ha resolt més amunt. Existeixen quatre rectes resolutòries, i les quatre circumferències resolutòries del problema original es troben desfent la inversió.

### Tipus 8: una circumferència i dues rectes (CRR, generalment vuit solucions)
La manera més senzilla de resoldre aquest cas especial és mitjançant la variació en la mida dels radis. La circumferència donada es redueix a un punt, i el radi de la circumferència resolutòria també es redueix la mateixa quantitat (si és una solució internament tangent) o s'incrementa (si és una circumferència resolutòria externament tangent). Depenent de si el radi de la circumferència resolutòria augmenta o disminueix, les dues rectes donades es desplacen paral·lelament a elles mateixes la mateixa distància, depenent també del quadrant en el qual el centre de la circumferència resolutòria pertany. Aquesta reducció de la circumferència donada a un punt transforma el problema en el cas PRR, que s'ha resolt més amunt. En general, existeixen dues solucions per quadrant, formant un total de vuit solucions.

### Tipus 9: dues circumferències i una recta (CCR, generalment vuit solucions)
La solució d'aquest cas especial és similar a la del cas CRR, a la secció anterior. La circumferència més petita es torna a reduir a un punt, mentre s'ajusten els radis de la circumferència més gran donada i de la circumferència resolutòria que es busca, segons si són tangents internament o externa a la circumferència menor. Això redueix el problema al cas PRC, que s'ha resolt a una secció anterior. Cada problema PRC té quatre solucions, com s'explica anteriorment, i per cada cas CCR existeixen dos casos PRC, depenent de si la solució és tangent internament o externa a la circumferència menor.

## Casos especials sense solució
Un problema d'Apol·loni no té solució si dues de les circumferències donades estan una dins de l'altra i la tercera és completament exterior. Això és així perquè qualsevol circumferència resolutòria hauria de tallar la circumferència del mig per passar entre les tangències a les circumferències interior i exterior, i no pot tallar una circumferència i alhora ser-hi tangent. Aquest resultat general té diversos casos especials quan els objectes donats són punts (circumferència de radi zero) o bé rectes (circumferències de radi infinit). Per exemple, el cas CCR no té cap solució si les dues circumferències estan situats a costats oposats de la recta, ja que, en aquest cas, qualsevol circumferència resolutòria hauria de tallar la recta donada sense ser-hi tangent per anar del punt de tangència d'una circumferència al de l'altra.